# Smalvleugelrietboorder
De smalvleugelrietboorder (Chilodes maritima) is een nachtvlinder uit de familie van de uilen, de Noctuidae. 

## Beschrijving
De voorvleugellengte bedraagt tussen de 13 en 15 millimeter. De grondkleur van de voorvleugels is strogeel of grijsachtig, de tekening bestaat uit donkergrijze bestuiving en lijnen langs de aders. Sommige exemplaren hebben opvallend zwart opgevulde ring- en niervlek.  De tekening is variabel. De achtervleugels zijn wit.

## Rups
De smalvleugelrietboorder leeft van allerlei plantaardig en dierlijk materiaal, en eet ook levende ongewervelden. De rups is te vinden van augustus tot april en overwintert in een (dode) rietstengel. 

## Voorkomen
De soort komt verspreid over Europa en Klein-Azië voor. In het uiterste zuiden van Europa ontbreekt hij.

### In Nederland en België
De smalvleugelrietboorder is in Nederland een niet zo geweone en in België een zeldzame soort. De vlinder kent één generatie die vliegt van begin juni tot in september.